# Miloșești
Miloșești is een Roemeense gemeente in het district Ialomița.
Miloșești telt 2904 inwoners.